# Centre Robert-Guertin
Le Centre Robert-Guertin est l’un des plus gros arénas de la ville de Gatineau. Construit en 1957 et originellement appelé Aréna de Hull, l'édifice est rebaptisé pour honorer l'échevin qui servit la ville de Hull de 1951 à 1964.  Après des rénovations rendues obligatoires par le service des incendies, on y a réduit de quelques centaines le nombre de sièges. Aujourd'hui on compte 3 196 sièges, pour un total de 4 000 places.
C'est l’ancien domicile des Olympiques de Gatineau, équipe de hockey junior de la LHJMQ. En janvier de chaque année, le centre est l'hôte du tournoi international de hockey Midget du club Kiwanis. Depuis 2010, en novembre, le Salon de la formation professionnelle et de la formation technique y est organisé. Cet évènement offre aux écoliers de la région une  vitrine des différents programmes techniques de nombreux établissements scolaires.
L'aréna actuel devait être remplacé d'ici 2015 par un nouveau centre multifonctionnel de 5000 places et de 40 loges, mais un refus d'aide financière du gouvernement fédéral a forcé une réduction du nombre de sièges à 4000.
La patinoire est parfois utilisée pour des matchs de ringuette en raison de la présence de lignes conçues pour ce sport similaire au hockey.

## Le projet de remplacement
Depuis quelques années, la ville de Gatineau évaluait le remplacement du Centre Robert-Guertin. Trois options s'offraient aux élus: la rénovation de l'édifice, la construction d'un nouvel aréna sur le même site ou ailleurs. Après de nombreuses études et rapports, le maire Marc Bureau et une moitié du conseil municipal proposaient la construction d'un nouveau domicile pour les Olympiques plus près du centre-ville. La firme Dessau-Soprin, chargée d'étudier le dossier parlait d'un centre multifonctionnel avec une quarantaine de loges, de 6 000 sièges et de deux patinoires. Toutefois leur projet évalué à 30 millions de dollars environ pour chaque partenaire, a amené la ville à demander à la firme certaines modifications afin de baisser les coûts du projet à 26 millions de dollars. Le complexe aurait finalement compté une glace au lieu des 2 prévues avec environ 5 000 sièges et 40 loges corporatives. Le projet devait être un partenariat public-privé (PPP) mais le gouvernement du Québec a refusé de l'endosser. 
De plus, la construction obligerait l'expropriation de domiciles, de commerces et de plusieurs terrains vacants dans le quadrilatère des rues Montcalm, Wright, Eddy et Wellington.
Le site actuel de l'aréna sur la rue Carillon a été cédé à la ville en 1948 par François Bilodeau, un citoyen de l'ancienne ville de Hull, mort en 2002, à la condition que le terrain conserve une vocation récréative. La ville proposait par contre d'y bâtir 700 à 800 logements.  Le 18 mai 2011, la ville et la famille de M. Bilodeau sont venues à une entente où ils « renonceront à la servitude sur le terrain en échange d'une somme de 220 000 $ ». En plus la ville procèdera à l'installation d'une plaque en mémoire de M. Bilodeau.
Dans les dernières semaines des études préliminaires, le projet était évalué à 79 M$ mais les coûts d'expropriation qui ont atteint 33,5 millions ont sonné le glas du projet de déménagement du maire Bureau.
Plusieurs autres possibilités ont été suggérées :
- L'homme d'affaires Gilles Desjardins, appuyé par le conseiller Luc Angers[14], proposait de construire près de la sortie Saint-Louis de l'autoroute 50, sur un terrain considéré à risque d'inondation [15], un complexe sportif, résidentiel et commercial avec trois patinoires, un hôtel et un centre de foires[16].

- L'entrepreneur Raymond Brunet, dont le père et le grand-père ont construit l'actuel aréna, suggérait quant à lui de le rénover. Il projetait de le transformer en un aréna avec aussi 5000 places et 40 loges corporatives. Ce projet, cette fois appuyé par le conseiller Pierre Philion, couterait 35 millions $[17] mais avec un risque non négligeable de dépassement des coûts.

- La construction d'un nouvel amphithéâtre de 5000 places sur le terrain de golf Tecumseh, dans le secteur Gatineau, au coût de 40M$. Selon le conseiller Stéphane Lauzon, la proximité des axes routiers, du réseau Rapibus et d'un futur pont interprovincial (évidemment si le choix du corridor de l'île Kettle est retenu) en ferait un endroit idéal pour la construction[18]

- Le conseiller Patrice Martin proposait d’utiliser «un terrain situé en arrière du centre sportif La Fonderie, adjacent au parc des Chars de Combat et au Manège militaire de Hull, pour construire le futur aréna.» Ce terrain, qui appartient en partie à la ville de Gatineau et à la Commission de la capitale nationale, est accessible par l'autoroute 50 et par le Rapibus, serait assez grand pour aménager un stationnement. Le site devrait toutefois être décontaminé[19].

- Le quotidien Le Droit, affirmait que «le conseil municipal étudierait aussi la possibilité de construire l'aréna près de l'usine de transbordement, dans le parc industriel Richelieu»[19].

Un vote se voulant décisif a eu lieu le 24 mai 2011 sur trois options: soit une rénovation, une rénovation comprenant un agrandissement ou une construction neuve sur le site de la rue Carillon. Le conseil a voté à l'unanimité en faveur de la construction d'un nouveau centre multifonctionnel de 5000 places et de 40 loges d’un coût de 67 millions $ qui serait érigé sur le même site mais en bordure du boulevard des Allumettières. Le centre aurait un stationnement de 900 places d'une valeur de 4 millions $ avec 200 places dans un stationnement étagé. Les négociations ont été entreprises avec les gouvernements fédéral et provincial pour le partage des coûts, et le ministre des Affaires municipales du Québec, Laurent Lessard, a promis de verser sa part du financement aussitôt que Gatineau aura débloqué les sommes nécessaires.
Finalement, en novembre 2011, le gouvernement fédéral annonce qu'il refuse de verser sa part de subvention. Le ministre fédéral des Transports, de l'Infrastructure et des Collectivités, Denis Lebel, affirme clairement que les amphithéâtres de sport professionnel ou de hockey junior « ne sont pas admissibles au financement fédéral pour l'infrastructure ». Ceci fait en sorte que le nouvel aréna passera des 5000 sièges planifiées à 4000 et que le stationnement étagé disparaîtra des plans, ceci pour amener les coûts de 67 à 53 millions de dollars. Les 40 loges corporatives seront tout de même construites. Le 14 mai 2012, Québec a finalement débloqué les 26,5 millions promis pour la construction de l'amphithéâtre.
La ville de Gatineau devra dépenser au moins un million de dollars pour que le Vieux Bob soit fonctionnel d'ici la construction du nouvel édifice.

## Bannières
- Numéros (chandails) retirés
  - 10 : Jean Poulin
  - 15 : Luc Robitaille
  - 16 : Sam Lang
  - 33 : José Théodore
  - 77 : Guy Rouleau
  - 28 : Claude Giroux
  - 32 : Marc Saumier
  - 25 : Martin Ménard
  - Pat Burns (entraîneur)

Les bannières suivantes ont été hissées en 2012-2013, durant la saison du 40e anniversaire des Olympiques de Gatineau.
- - 20 : Martin Gélinas
  - 24 : Colin White
  - 25 : Maxime Talbot
  - Alain Vigneault (entraîneur)
  - Claude Julien (entraîneur)[n 2]
- Coupe du président
  - 1985-1986
  - 1987-1988
  - 1994-1995
  - 1996-1997
  - 2002-2003
  - 2003-2004
  - 2007-2008
- Coupe Memorial
  - 1997

## Événements importants
Créée en 1956, les Canadiens de Hull-Ottawa s'alignent dans l'association sénior A de l'Ontario. Un partenariat étant établi, les équipes de l'AHO senior partagent leur calendrier avec des équipes de la Ligue de hockey sénior du Québec lors de la saison 1956-57. Dès leurs débuts, les Canadiens d'Hull-Ottawa s'établissent comme filiale principale des Canadiens de Montréal, de la Ligue nationale de hockey. L'équipe évolue à l'Aréna de Hull dès l'ouverture de l'édifice.
La LNH, venant de créer l'Eastern Professional Hockey League en 1959, accueille six franchises affiliées à un de leurs clubs, du nombre se trouvant les Canadiens d'Hull-Ottawa qui s'alignent dans cette ligue jusqu'à la dissolution de celle-ci en 1963.
L'Aréna de Hull a accueilli différentes équipes Junior "A" dont les Castors de Hull, les Éperviers de Hull,
Hull-Volant et les Festivals de Hull qui ont évolué dans la ligue de Hockey Junior du Canada Central  (Central Junior Hockey League). Les Festivals ont joint les rangs de la LHJMQ en 1973.
Les Festivals ont aussi eu une équipe de niveau Junior "B" qui évoluait à L'aréna Guertin. en 1978-79, La ligue de hockey Junior de l’Outaouais (Junior " B") comptait aussi une équipe appelée les Festivals qui a changé son nom au milieu de la deuxième saison pour les Trappeurs. Cette équipe jouait ses matches locaux au Centre Robert-Guertin.

### Culturels
Entre 1967 et 1980 approximativement, l'aréna accueille au printemps (fin-mai/début juin) le Salon du Commerce de Hull. Cet événement présentait des spectacles en soirée par les vedettes de l'heure et offrait aux commerçants la chance de présenter leurs produits. Un "midway", ou parc de manèges occupait aussi le terrain de stationnement.
- 8 juin 1984 : spectacle de Mötley Crüe[27]
- 17 août 1993 :spectacle de Pearl Jam[28]
- 17 septembre 1993 : Tournée Rock Le Lait de Jean Leloup
- 5 août 1994: spectacle de Soundgarden avec Reverend Horton Heat
- 2 janvier 1997 : spectacle des Backstreet Boys[29]
- 26 janvier 2000 : spectacle du groupe Live[30]
- 5 décembre 2002 : spectacle de Bryan Adams
- 10 mai 2003 : spectacle de MixMania
- 29 juin 2003 : spectacle L'Acadie prend racine en Outaouais avec Wilfred Le Bouthillier[31]
- 13 décembre 2003 : spectacle des Cowboys Fringants
- 15 avril 2004 : spectacle de Garou
- 28 novembre 2004 : spectacle de Pixies, The Datsuns et The Marble Index[32]
- 9 décembre 2005 : spectacle Australian Pink Floyd Show[33]
- 22 avril 2006 : spectacle d'Éric Lapointe (Duels de guitare)[34]

### Sportifs
- 1958 : tournoi de la Coupe Memorial
- mai 1982 : tournoi de la Coupe Mémorial
- mai 1997 : tournoi de la Coupe Mémorial
- juillet 2001 : Jeux de la Francophonie pour les compétitions de judo et de boxe[35]
- 7 novembre 2004 : Caravane McDonald's. Tournois bénéfice avec les joueurs en lock-out de la LNH[36]
- avril 2005 : tournoi de la Coupe Telus
- 29 décembre 2006 : TNA (Total Nonstop Action) Wrestling Tour[37]
- 21 novembre 2007 : Défi Canada-Russie ADT

## 67's d'Ottawa
En 1967, l'Auditorium d'Ottawa (au coin des rues O'Connor et Argyle) est démoli, étant désuet. La ville d'Ottawa planifiait la construction d'un aréna avec le remplacement du stade de football du Parc Landsdowne sur la rue Bank. En vue de la saison 1967, la ville d'Ottawa se voit octroyer une concession de hockey junior ontarien; les 67's d'Ottawa. En raison de l'absence de centre sportif majeur du côté d'Ottawa jusqu'au début de 1968, lors de l'ouverture de l'aréna du Centre municipal d'Ottawa (Ottawa Civic Centre), les 67's se voient dans l'obligation de disputer leurs parties locales du début de leur saison inaugurale au Centre Robert-Guertin .